# مالش
مالش (به آلمانی: Malsch) یک شهر در آلمان است که در کارلسروهه واقع شده‌است. مالش ۱۴٬۳۱۱ نفر جمعیت دارد.